# 钱罕
钱罕（1882年—1950年），原名保爽，字太希，一字吟棠，世称钱太希。浙江省宁波府慈溪县慈城镇聪马桥（今属宁波市江北区）人，清末民国书法家、艺术理论家、小学家、文字学家、声韵学家。